# 大倉集古館
大倉集古館（日语：／ Ōkura Shūkokan）是位於日本東京都港區虎之門二丁目的一座私立美術館，主要收藏日本及東亞的古美術品。大倉集古館是日本第一座私立美術館，運營單位是公益財團法人大倉文化財團。

## 概要
大倉集古館的創辦者是大倉財閥的創辦者大倉喜八郎。他在明治至大正時期積累了巨額財富。為了收藏展示自己長年收集了古董典籍，大倉在1902年於赤坂自宅內創建了大倉美術館。1917年8月，大倉捐出了其所有的眾多古董及部分土地和建築，設立了財團法人大倉集古館，成為日本第一家私立美術館。在1923年的關東大震災中，大倉集古館最初的建築和部分展品被毀，被迫休館。此後伊東忠太設立了大倉集古館的新建築。這座建築由大成土木（現大成建設）施工，是耐震耐火建築，外觀為中國式風格:60。新館在1928年10月開館。大倉喜八郎去世之後，其嫡子大倉喜七郎繼續充實美術館的藏品，捐贈了眾多近代日本畫。第二次世界大戰時，大倉集古館幸運躲過空襲。二戰後因在博物館境內修建東京大倉飯店，部分建築被拆除。1990年，博物館展示室被列入東京都的歷史建築。1998年，大倉集古館被列入日本的登録有形文化財產。

### 東京大倉飯店的重建及大倉集古館的翻新

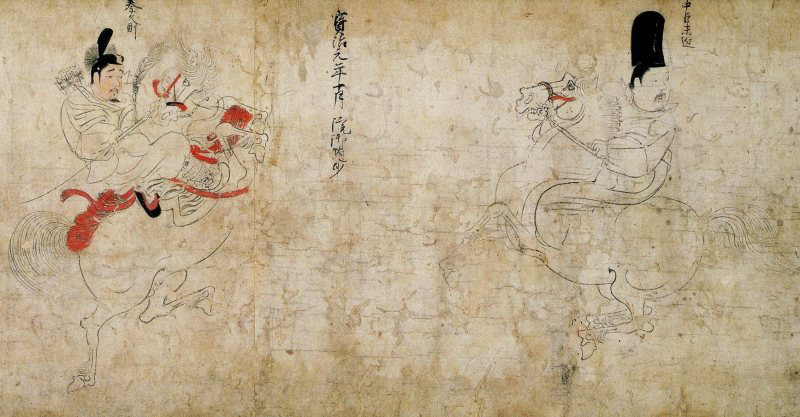
日本國寶《紙本淡彩随身庭騎繪卷》

東京大倉飯店因建築老化而在2016年開始拆除重建，大倉集古館亦因此進行了翻新工程。這一工程由谷口建築設計事務所（谷口吉生）設計，大成建設施工。建築整體被平移約6公尺:61，同時還增建了免震構造的地下部分，並新設大廳、商店、音樂廳等部分。2019年9月12日，新的大倉集古館開業。新的東京大倉飯店最大的宴會場「平安之間」的牆面裝飾以集古館收藏的日本國寶《古今和歌集序》為主題:107-108。

## 藏品
大倉博物館的藏品主要是日本及東亞的繪畫、書法、雕刻、陶瓷器、漆工、金屬工藝品、刀劍、能面具等美術工藝品，合計件數約2,500件，並且收藏有超過1,000部漢籍。藏品中有3件日本國寶、13件重要文化財、44件重要美術品。三件日本國寶包括平安時代的木造普賢菩薩騎象像、平安時代《古今和歌集序》、鎌倉時代《紙本淡彩随身庭騎繪卷》。普賢菩薩騎象像製作於平安時代後期，在1967年被列入日本國寶。《随身庭騎繪卷》製作於1247年，在1953年被列入日本國寶。《古今和歌集序》則是大倉喜七郎蒐集到的美術品。

## 外部連結
- 大倉集古館 （页面存档备份，存于）
- 國立國會圖書館數位典藏 大倉集古館陳列品目錄 1918年
- 公開的大倉集古館『歷史寫真. 大正7年6月號』（國立國會圖書館數位典藏）